# Hot Wheels Unleashed
Hot Wheels Unleashed é um jogo eletrônico de corrida desenvolvido e publicado pela Milestone. Fazendo parte da série Hot Wheels, o jogo foi lançado em 30 de setembro de 2021 para Microsoft Windows, Nintendo Switch, PlayStation 4, PlayStation 5, Xbox One e Xbox Series X/S.

## Jogabilidade
Hot Wheels Unleashed é um jogo eletrônico de corrida jogado de uma perspectiva em terceira pessoa. No jogo, o jogador assume o controle dos veículos da franquia Hot Wheels e corre contra outros oponentes em pistas em miniatura em vários locais e ambientes do cotidiano, como garagem, cozinha e quarto. Os veículos apresentados no jogo podem ser amplamente personalizados. 66 carros diferentes estavam disponíveis no lançamento. O jogo também apresenta um modo carreira, um contrarrelógio e um editor de pistas. O jogo suporta até 12 jogadores em uma sessão on-line, embora os jogadores também possam competir com outro jogador em um modo multijogador local em tela dividida.

## Desenvolvimento
Hot Wheels Unleashed foi desenvolvido pela desenvolvedora italiana Milestone, a empresa por trás dos jogos de MotoGP e da série Ride. De acordo com Federico Cardini, o designer-chefe do jogo, a equipe de desenvolvimento desejava replicar com precisão os veículos de Hot Wheels para uma "proporção de 1:1" no jogo. Usando este método, a equipe adicionou muitos detalhes sutis aos carros e mapas. Cardini descreveu a garagem do jogo como a "inspiração para todo o jogo", observando suas muitas características.

## Divulgação e lançamento
O jogo foi anunciado oficialmente em 25 de fevereiro de 2021. Foi lançado em 30 de setembro de 2021 para Microsoft Windows, Nintendo Switch, PlayStation 4, PlayStation 5, Xbox One e Xbox Series X/S. A Milestone também tinha planos de oferecer suporte extensivo ao jogo com conteúdo para download (DLC) no lançamento.